# 李伸 (嘉靖進士)
李伸（1523年—？），字道卿，江西南昌府南昌縣板溪里人，民籍，明朝政治人物。

## 生平
嘉靖二十八年（1549年）己酉科江西鄉試第二十九名舉人。嘉靖二十九年（1550年）中式庚戌科會試第一百三十八名，二甲第七十二名進士。授南京工部主事，督蕪湖钞關榷務，革陋規，嚴禁胥役勒索留難，在任兩年，商旅感德，立去思碑，郡人新安胡松為之立記。升本部員外郎，轉郎中，監督薊州鐵冶廠。外擢廣東按察司僉事，分巡嶺南，管理屯田鹽法，以勞瘁卒官。祀鄉賢。

## 家族
曾祖李綸；祖父李嵩；父李時濟，母姜氏。具慶下。兄健、鑰。